# Manfred Nüssel

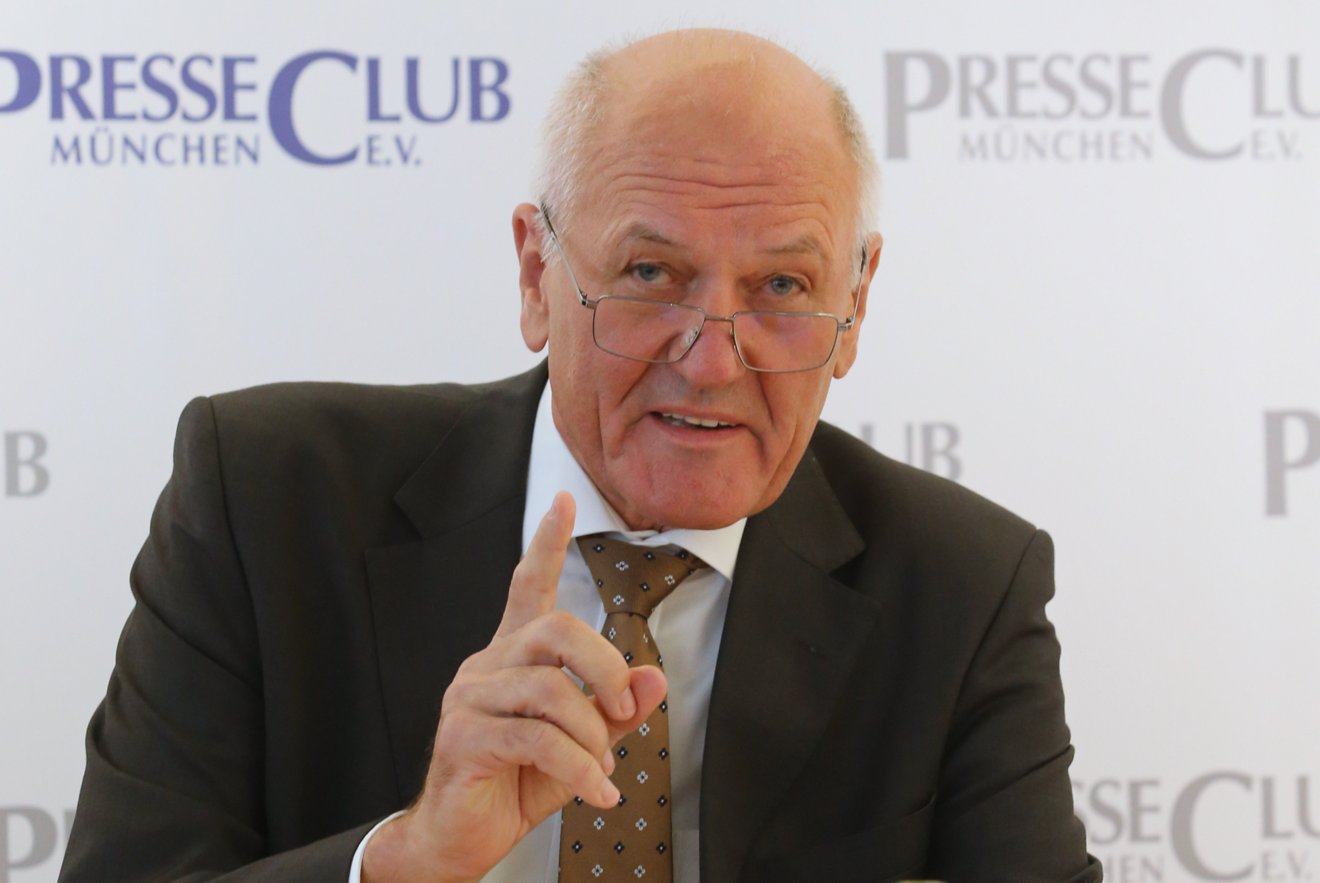
Manfred Nüssel (September 2016)

Manfred Nüssel (* 3. April 1948 in Bad Berneck) ist ein deutscher Agraringenieur, Politiker (CSU) und Ehrenvorsitzender des Aufsichtsrates der BayWa AG. Er gehörte von 1992 bis 1999 dem Bayerischen Senat an. Von Oktober 1999 bis Juni 2017 war er Präsident des Deutschen Raiffeisenverbandes (DRV).

## Werdegang
Nüssel wurde als Sohn des Landwirts und Politikers Simon Nüssel geboren. Er studierte an der Fachhochschule Weihenstephan Abt. Triesdorf Landwirtschaft und schloss sein Studium als diplomierter Agraringenieur ab. Während des Studiums trat er der Landsmannschaft Frankonia zu Triesdorf einer farbentragenden Studentenverbindung bei. 1970 übernahm er den landwirtschaftlichen Betrieb seiner Eltern.
Ab Mitte der 1970er Jahre engagierte er sich in verschiedenen genossenschaftlichen Organisationen. Von 1974 bis 1985 diente er als Landesvorsitzender der Bayerischen Jungbauernschaft. Von 1981 an war er oberfränkischer Bezirkspräsident des Genossenschaftsverbands Bayern und nach der Fusion der Genossenschaftsverbände im Jahr 1989 einer der Vizepräsidenten des Genossenschaftsverbands Bayern. Bis 2013 war er einer der stellvertretenden Vorsitzenden des Verbandsrats.
1983 nahm er einen Posten im Aufsichtsrat der BayWa AG ein und war dort von Juli 2000 bis Juni 2023 Vorsitzender (Nachfolge: Prof. Klaus Josef Lutz). Für seine Verdienste wurde er zum Ehrenvorsitzenden des BayWa Aufsichtsrates ernannt.
Außerdem war er Aufsichtsratsvorsitzender der Bayerischen Raiffeisen-Beteiligungs-Aktiengesellschaft (BRB). Seit 1995 ist er Verwaltungsratsvorsitzender der Bayerischen Landeszentrale für neue Medien.
Ein erstes politisches Mandat übernahm Nüssel 1984 als Abgeordneter der CSU im Stadtrat von Bad Berneck. Seit den Kommunalwahlen von 1990 gehörte er dem Kreistag des Landkreises Bayreuth an. Als Vertreter der Genossenschaftsorganisationen gehörte er vom 1. Januar 1992 bis zu dessen Auflösung am 31. Dezember 1999 dem Bayerischen Senat an und war dort von Anfang 1998 an Vizepräsident.
Manfred Nüssel war als Präsident des DRV Mitglied im Verwaltungsrat der Landwirtschaftlichen Rentenbank. 2017 wurde Manfred Nüssel zum Ehrenpräsidenten des DRV ernannt.

## Auszeichnungen
- 2002: Bundesverdienstkreuz am Bande
- 2007: Bayerischer Verdienstorden
- 2011: Theodor-Brinkmann-Preis[4]
- 2016: Finanzmedaille des Bayerischen Staatsministeriums der Finanzen